# Tangara à gorge blanche
Lanio leucothorax
Espèce
Statut de conservation UICN

 NT A2c+3c+4c : Quasi menacé
Le Tangara à gorge blanche (Lanio leucothorax) est une espèce de passereaux appartenant à la famille des Thraupidae.